# Indie à tout prix
Indie à tout prix (How to Be Indie) est une série télévisée canadienne en 52 épisodes de 22 minutes créée par Vera Santamaria, John May et Suzanne Bolch, diffusée entre le 2 octobre 2009 et le 24 octobre 2011 sur la chaîne YTV.
Au Québec, la série est diffusée à partir du 7 juin 2010 sur VRAK.TV et en France à partir du 30 août 2010 sur la chaîne câblée Canal J puis sur la chaîne gratuite Gulli. En Algérie, la série est diffusée sur Programme National.

## Synopsis
La série suit la vie de Indie (Melinda Shankar), une jeune fille de 13 ans qui veut tout simplement grandir comme ses copains et copines, mais est confrontée au fait que ses parents sont attachés aux valeurs de leur pays d'origine, l'Inde. Elle doit trouver un équilibre entre ses deux cultures et se méfier de Carlos Martinelli, la star de son collège. Mais heureusement qu'elle a ses ami(e)s Abby (Marline Yan) et Marlon (Dylan Everett),

## Distribution

### Acteurs principaux
- Melinda Shankar (VQ : Claudia-Laurie Corbeil) : Indira « Indie » Mehta
- Marline Yan (en) (VQ : Catherine Brunet) : Abigail « Abi » Flores
- Dylan Everett (en) (VQ : François-Nicolas Dolan) : Marlon Parks
- Sarena Parmar (VQ : Émilie Bibeau) : Chandra Mehta
- Varun Saranga (VQ : Kevin Houle) : A.J. Mehta
- Ellora Patnaik (VQ : Manon Arsenault) : Jyoti Mehta
- Vijay Mehta (VQ : Gilbert Lachance) : Vikram Mehta
- Errol Sitahal (en) (VQ : Manuel Tadros) : Prakash Mehta (Babaji)

 Source et légende : version québécoise (VQ) sur Doublage.qc.ca

## Épisodes

### Première saison (2009-2010)
1. Comment se faire une réputation (How to Make Your Rep)
2. Comment avoir le Samosa et l'argent du Samosa (How to Have Your Samosa and Eat It Too)
3. Comment être en haut de la liste de Carlos Martinelli et en sortir vivant (How to Get on Carlos Martinelli's Capital 'L' List, and Live)
4. Comment tromper vos parents pour qu'ils vous traitent comme une adulte (How to Trick Your Parents Into Treating You Like a Grown Up)
5. Comment rétablir l'équilibre (How to Strike a Balance)
6. Comment être une Metha (How to Be a Mehta)
7. Comment réussir son Comeback (How to Make a Comeback)
8. Comment être Ridikulos (How to be Ridonkulous)
9. Comment avoir un animal (How to Get a Pet)
10. Comment réussir une affaire sans avoir à mentir (How to Succeed in Business Without Really Lying)
11. Comment avoir de la crédibilité (How to Get Some Cred)
12. Comment prouver que vous êtes vraiment gentille et non une fille méchante comme tout le monde le croit (How to Prove You're Actually a Nice Person and Not a Complete Jerk Like Everybody Thinks)
13. Comment faire bonne impression (How to Make a Good Impression)
14. Comment rester au frais sous une canicule (How to Keep Your Cool in a Heat Wave)
15. Comment faire la fête comme Chandra (How to Party Like Chandra)
16. Comment faire les bons gestes et être bonne hôtesse (How to Make the Most Out of Being a Host)
17. Comment se faire comprendre (How to Get Gotten)
18. Comment devenir une star de la télé (How to be a Hit on TV)
19. Comment réussir le test d'odeur (How to Pass the Smell Test)
20. Comment remporter la victoire (How to Cement the Win)
21. Comment éviter d'être foudroyé par un coup de foudre (How to Not Get Crushed by Your Crush)
22. Comment se battre pour ses droits (How to Fight for Your Rights)
23. Comment gérer vos moments (How to Manage Your Moms)
24. Comment rire la dernière (How to Have the Last Laugh)
25. Comment devenir le chouchou de maman (How to be Mum's Number One)
26. Comment gagner la course contre la montre (How to Beat Father Time)

### Deuxième saison (2010-2011)
1. Titre français inconnu (How to Put Your Best Foot Forward)
2. Titre français inconnu (How to Be Thankful)
3. Comment éviter de mentir pour mieux séduire (How to Beat the Lie and Win the Guy)
4. Comment devenir la meilleure candidate du meilleur espoir (How to Make Most of the Most Likely List)
5. Comment combiner études et vie sociale (How to Make Your Studies Social)
6. Comment sauver son été (How to Double Your Fun)
7. Comment montrer ton esprit collectif (How to Show Your Spirit)
8. Titre français inconnu (How to Fix a Friendship Fail)
9. Comment vivre en stéréo (How to Live in Stereo)
10. Titre français inconnu (How to Fool a Fooling Fooler)
11. Titre français inconnu (How to Make the Perfect Moment)
12. Titre français inconnu (How to Save the Day)
13. Titre français inconnu (How to Be the Hero)
14. Titre français inconnu (How to Break a Record)
15. Titre français inconnu (How to Get Plugged in)
16. Titre français inconnu (How to Have a Movie Magic Vacation)
17. Titre français inconnu (How to Be Better Than Chandra)
18. Titre français inconnu (How to Get Out of Big, Big Trouble)
19. Titre français inconnu (How to Be a Leader)
20. Titre français inconnu (How to Tame the Beast)
21. Titre français inconnu (How to Update Your Status)
22. Titre français inconnu (How to Bend the Rules)
23. Titre français inconnu (How to Fake Your Way Through a Freaky Formal)
24. Titre français inconnu (How to Clean Up at Stand Up)
25. Titre français inconnu (How to Make a Christmas Miracle)
26. Titre français inconnu (How to Get Smooched)